# Riu Vrbas
|  | Per a altres significats, vegeu «Vrbas». |

El riu Vrbas és un riu principal de l'oest de Bòsnia i Hercegovina.
És un afluent directe del riu Sava. La ciutat de Banja Luka està situada a la riba d'aquest riu.
Va donar nom a una de les províncies (banovina) del Regne de Iugoslàvia, la Vrbas Banovina.